# Département français
Cet article concerne le département en tant que division géographique de la France. Pour la collectivité territoriale, voir Département (collectivité territoriale française). Pour l'assemblée délibérante de cette collectivité, voir Conseil départemental.
En France, le département est à la fois :
- une circonscription administrative et le territoire de compétence des services déconcentrés de l'État (le plus souvent appelée simplement département, mais parfois appelée circonscription départementale en cas d'ambiguïté quand les territoires de compétence de la circonscription et de la collectivité homonyme ne coïncident pas) ;
- une collectivité territoriale proprement dite, à savoir une personne morale de droit public différente de l'État lui-même, investie d'une mission d'intérêt général concernant son territoire de compétence dans le département (le plus souvent appelée département, mais parfois appelée collectivité départementale en cas d'ambiguïté, quand les territoires de compétence de la circonscription et de la collectivité homonyme ne coïncident pas ou que les collectivités correspondantes correspondent à des territoires de compétence différents avec des collectivités de statuts différents).

La circonscription administrative départementale est administrée par un préfet à la tête de différents services de l'État. La collectivité départementale, quant à elle, dispose, pour l'exercice des compétences qui lui sont dévolues, d'un organe délibérant, le conseil départemental, et d'un organe exécutif, le président du conseil départemental, qui prépare et exécute les délibérations du conseil départemental. Il est assisté à cette fin de vice-présidents et d'un bureau sur le plan politique et de services départementaux pour la mise en œuvre des décisions.
Les territoires de compétence de la circonscription administrative et de la collectivité territoriale ne coïncident plus nécessairement :
- depuis 2015, la circonscription départementale du Rhône regroupe les territoires des collectivités de la métropole de Lyon et du nouveau département du Rhône (dont la métropole a été séparée) ;
- depuis 2018, les départements de la Haute-Corse et la Corse-du-Sud ne sont plus des collectivités départementales et ont fusionné avec la collectivité territoriale de Corse (désignation de l’ancienne région dotée d'un statut particulier) pour former la collectivité de Corse ;
- depuis 2019, la ville de Paris n'est plus un département mais une collectivité à statut particulier ;
- depuis le 1er janvier 2021, les conseils départementaux du Bas-Rhin et du Haut-Rhin ont fusionné et sont remplacés par la collectivité européenne d'Alsace.

Le territoire départemental est également utilisé comme circonscription électorale pour l'élection des sénateurs.
La création des départements français remonte au décret du 22 décembre 1789 pris par l'Assemblée constituante de 1789, effectif à partir du 4 mars 1790. Leurs limites sont fortement inspirées de projets de redécoupages du territoire plus anciens élaborés sous la royauté par Marc-René d'Argenson dès 1665 et inscrit dans un édit en 1787, ou encore par Condorcet en 1788.
Dans les départements et les collectivités territoriales uniques, les lois et règlements sont applicables de plein droit. En France métropolitaine, il existe néanmoins un droit local alsacien-mosellan applicable dans les départements du Bas-Rhin, du Haut-Rhin et de la Moselle,.

## Étymologie
Le nom masculin département est attesté au début du XIIe siècle, : sa plus ancienne occurrence connue (‹ departemenz ›) figure dans le Psautier d'Oxford. Dérivé du verbe transitif départir, département est composé de départ-, radical de départir, et de -ment, suffixe nominal d'action. Il a tenu lieu de nom d'action au sens d'action de partager. Il s'est appliqué, par métonymie, aux choses partagées, en particulier aux terres. Au XVIIe siècle, il prend le sens de « partie de l'administration attribuée à un ministre, attributions reçues en partage ». Au XVIIIe siècle, il prend le sens de « division administrative », emploi attesté dans les Considérations sur le gouvernement ancien et présent de la France du marquis d'Argenson.

## Histoire
L'histoire des départements français, depuis la création des départements en 1790, résulte principalement des ajustements successifs du territoire de la France. Si de nombreux départements ont été créés à l'occasion des guerres de la Révolution et de l'Empire puis lors de la colonisation, la chute de l'Empire en 1814 a généralement conduit à leur suppression. La carte actuelle des départements n'est donc guère différente de celle de 1790, à l'exception notable des départements d'outre-mer, de la région parisienne et des zones frontalières avec l'Allemagne et l'Italie. En revanche, les numéros de départements attribués ont été modifiés.

### De 1790 à 1871

Les 130 départements français sous l'Empire.

Redécoupage des frontières départementales à la suite de la création, par décret impérial, du département de Tarn-et-Garonne le 21 novembre 1808.

Redécoupage des départements après l'annexion de l'Alsace et de la Lorraine.

Il existait déjà une administration locale sous l'Ancien Régime, mais c'est l'Assemblée constituante qui a procédé au découpage de la France en circonscriptions et notamment en circonscriptions départementales. Pendant la Révolution française, le 7 septembre 1789, l'abbé Sieyès propose ainsi à l'Assemblée nationale l'élaboration d'un plan de réorganisation administrative du royaume. La création de 83 départements est décidée le 26 février 1790, et leur existence prend effet le 4 mars 1790. En 1793, il y a quelques remaniements, notamment, au mois de juin, l'addition du Vaucluse après le rattachement à la France du Comtat Venaissin et de l'État pontifical d'Avignon, ainsi que, au mois d'août, la scission du Rhône-et-Loire en Rhône et Loire.
Sous le Consulat, la loi du 28 pluviôse an VIII (17 février 1800) crée les préfets, les conseils généraux et les conseils de préfecture. La Restauration conserve les départements et leur administration.
Le nombre de départements atteint 130 en 1810 au gré des conquêtes révolutionnaires puis napoléoniennes puis, à la suite du traité de Paris du 20 novembre 1815, il est réduit à 86, notamment avec la perte du département « résiduel » du Mont-Blanc. Sous la Seconde Restauration, le Conseil d'État dénie la personnalité civile aux départements par deux avis de sa section des finances en date des 20 novembre 1817 et 15 octobre 1817.
La monarchie de Juillet amorce une prudente évolution institutionnelle avec la loi du 22 juin 1833. Les conseillers généraux qui étaient nommés jusqu'à présent par le gouvernement sont désormais élus au suffrage censitaire. Ils ont la possibilité de mener des actions publiques et peuvent aussi éclairer le préfet et le gouvernement sur les besoins et les ressources du département. Mais leur pouvoir de décision est très encadré et le vrai décisionnaire reste le préfet,.
Le 9 décembre 1848, le territoire civil de chacune des trois provinces d'Algérie est érigé en département,. En 1860, la France compte 89 départements en métropole et trois autres en Algérie.

### De 1871 à 1982
La loi du 10 août 1871 marque un vrai tournant institutionnel puisqu'elle permet au conseil général d'accéder à l'autonomie, grâce à la délimitation de ses pouvoirs et de ceux du préfet. Cette loi réaffirme le principe de l'élection des conseillers généraux au suffrage universel, pour six ans, avec renouvellement par moitié tous les trois ans, institue la publicité des séances, reconnaît au conseil général le droit de tenir des sessions de sa propre autorité, de désigner son bureau et d'établir son règlement intérieur et crée la commission départementale qui, élue chaque année par le conseil, est l'une des pièces maîtresses du système, en assurant la continuité de son action. Pour autant, ce texte ne dote pas les départements d'un exécutif élu, le préfet demeurant à leur tête, une situation qui va perdurer jusqu'en 1982.
La perte de l'Alsace-Lorraine entraîne la création d'un nouveau département, celui de Meurthe-et-Moselle (constituée des parties des départements de Meurthe et de Moselle restées françaises) ; ce département subsiste après le retour à la France de l'Alsace-Lorraine en 1918. Le Territoire de Belfort (la partie du département du Haut-Rhin restée française) garde un statut spécial de 1871 à 1922, date à laquelle il devient un département.
Sous la IVe République, la loi Césaire du 19 mars 1946 érige en départements les quatre colonies de la Guadeloupe, la Guyane française, la Martinique et La Réunion. La Constitution du 4 octobre 1946 crée la catégorie des départements d'outre-mer (DOM).
De 1955 et 1959, les trois départements d'Alger, Oran et Constantine sont subdivisés, voyant la création de 12 autres départements. En 1957, le Sud-Est est départementalisé avec la création de deux départements du Sahara. Tous ces départements disparaissent avec l'indépendance de l'Algérie en 1962.

La création des départements de Paris, des Hauts-de-Seine, de la Seine-Saint-Denis, du Val-de-Marne, de l'Essonne, des Yvelines, du Val-d'Oise à partir de la Seine et de la Seine-et-Oise en 1968.

La réorganisation de la région parisienne en 1964, effective en 1968, transforme les deux départements de la Seine et de Seine-et-Oise en sept départements : Paris, Yvelines, Essonne, Hauts-de-Seine, Seine-Saint-Denis, Val-de-Marne et Val-d'Oise.
En 1975, la réorganisation de la Corse scinde son département en deux : la Corse-du-Sud et la Haute-Corse. En 1976, le territoire d'outre-mer de Saint-Pierre-et-Miquelon devient le cinquième département d'outre-mer, statut qu'il abandonne en 1985 pour devenir une collectivité d'outre-mer.

### De 1982 à 2015
Avant 1982, le département était déjà une collectivité territoriale, puisqu'il disposait d'un organe délibérant élu au suffrage universel direct (le conseil général) et d'un président, au titre uniquement honorifique. En effet, c'était le préfet, aidé par les administrations d'État, qui assurait l'exécution des décisions du conseil général. Avec la loi du 2 mars 1982, le département devient une collectivité de plein exercice. Désormais, c'est le président du conseil général, élu parmi ses pairs, qui préside l'assemblée, prépare et exécute les budgets et les délibérations. Il devient également le chef de l'administration départementale. Ainsi à partir de 1982, le territoire départemental est le support d'exercice de l'État, en tant que circonscription administrative départementale, mais aussi du département, en tant que collectivité territoriale départementale.
De 1982 à 2015, ces deux territoires se superposent. En 2015 l'entrée en vigueur de différentes lois induit des modifications de périmètres entre certaines circonscriptions départementales et collectivités départementales.

#### Années 2000: suppression des départements envisagée puis abandonnée
La suppression d'un ou de plusieurs échelons de collectivités locales fait débat en France et en particulier l'option de supprimer l'échelon départemental. En janvier 2008, la commission pour la libération de la croissance française, dite commission Attali, recommandait de « faire disparaître en dix ans l'échelon départemental ». Cependant, le Comité pour la réforme des collectivités locales, dit Comité Balladur, n'a pas retenu cette proposition et ne prône pas la disparition des 101 départements, mais simplement de « favoriser les regroupements volontaires de départements », ce qu'il propose aussi pour les régions. Ce Comité prône en revanche la suppression des cantons. La réforme des collectivités territoriales consécutive a retenu la première de ces propositions.
Comme un écho au débat sur la réforme des collectivités locales, après qu'il eut été question de supprimer le numéro de département des plaques d'immatriculation des véhicules français, depuis le 15 avril 2009 ce numéro est toujours affiché sur les nouvelles plaques mais son insertion est désormais librement choisie par le propriétaire, sans contrainte de domicile. Par ailleurs, le numéro du département est automatiquement accompagné du logo de la région dont il fait partie.
Selon l'Observatoire national de l'action sociale décentralisée, dirigé par Jean-Louis Sanchez, le projet de réforme territoriale affiche un souci légitime de performance de l'action publique et tout particulièrement de l'action sociale et médicosociale. En 2014, le Premier ministre Manuel Valls au mois d'avril, puis le président de la République François Hollande le 3 juin, annoncent vouloir supprimer les conseils généraux pour 2020.

### De 2015 à nos jours

Départements après redécoupage des régions de France.

Depuis le 1er janvier 2015, la circonscription départementale du Rhône possède une architecture particulière. Les services de l'État demeurent uniques (préfet à Lyon et sous-préfet à Villefranche-sur-Saône) et la circonscription départementale possède en son sein deux collectivités territoriales : le département du Rhône, administré par le conseil départemental du Rhône, et la métropole de Lyon, avec son propre conseil, qui exerce à la fois les compétences d'un conseil départemental et celles d'une intercommunalité, pour les 59 communes qui la composent au 1er janvier 2018. Chacune des deux institutions gère son territoire respectif. C'est un cas unique en France.
Depuis le 1er janvier 2018, en vertu des dispositions de l'article 30 de la loi portant nouvelle organisation territoriale de la République (loi Notre), la collectivité territoriale de Corse et les deux départements de Haute-Corse et de Corse-du-Sud sont fusionnés en une collectivité de Corse unique, tandis que les services de l'État sont maintenus à Bastia et à Ajaccio dans deux circonscriptions administratives séparées.
Le 1er janvier 2019, le département de Paris et la commune de Paris, qui étaient auparavant des collectivités distinctes, sont fusionnés en une collectivité à statut particulier nommée Ville de Paris.
Le 1er janvier 2021, les collectivités territoriales du Bas-Rhin et du Haut-Rhin fusionnent et deviennent la collectivité européenne d'Alsace. Les deux circonscriptions administratives de l'État sont maintenues.

## Généralités

### Dénomination d'origine des départements

#### Choix des noms
Une semaine avant la création des départements, une assemblée est chargée du choix définitif des noms des départements (nom et orthographe), ce tableau résume les choix effectués.
| Numéro actuel | Nom d'origine                                    | Noms non retenus                                                                                    |
| ------------- | ------------------------------------------------ | --------------------------------------------------------------------------------------------------- |
| 01            | Ain                                              | Bresse, etc. (‹ Breſſe, &c. ›)                                                                      |
| 02            | Aisne (‹ Aiſne ›)                                | Vermandois-et-Soissonnais (‹ Vermandois & Soiſſonnois ›)                                            |
| 03            | Allier                                           | Bourbonnais (‹ Bourbonnois ›)                                                                       |
| 04            | Basses-Alpes (‹ Baſſes-Alpes ›)                  | Nord-de-Provence, Haute-Provence (‹ haute Provence ›),                                              |
| 05            | Hautes-Alpes                                     | Dauphiné-Oriental (‹ Dauphiné oriental ›)                                                           |
| 07            | Ardèche                                          | Vivarais                                                                                            |
| 08            | Ardennes                                         | Champagne-Septentrionale (‹ septentrional [de la] Champagne ›), Argonne                             |
| 09            | Ariège (‹ Arriège ›)                             | Foix-et-Couserans (‹ Foix & Couſerans ›)                                                            |
| 10            | Aube                                             | Troyes                                                                                              |
| 11            | Aude                                             | Carcassonne (‹ Carcaſſonne ›)                                                                       |
| 12            | Aveyron (‹ Aveiron ›),                           | Rouergue                                                                                            |
| 13            | Bouches-du-Rhône (‹ Bouches du Rhône ›)          | Ouest-de-Provence (‹ [de l'] oueſt de [la] Provence ›)                                              |
| 14            | Calvados                                         | Caen, Orne-Inférieure                                                                               |
| 15            | Cantal                                           | Haute-Auvergne (‹ haute-Auvergne, haute Auvergne ›),                                                |
| 16            | Charente                                         | Angoumois                                                                                           |
| 17            | Charente-Inférieure                              | Saintonge-et-Aunis (‹ [de] Saintonge & [d'] Aunis ›)                                                |
| 18            | Cher                                             | Haut-Berry (‹ haut Berry ›)                                                                         |
| 19            | Corrèze                                          | Bas-Limousin (‹ bas-Limoſin ›)                                                                      |
| 20            | Corse (‹ Corſe ›)                                | |
| 21            | Côte-d'Or                                        | Dijon, Seine-et-Saône, Haute-Seine                                                                  |
| 22            | Côtes-du-Nord (‹ Côtes du Nord ›)                | Saint-Brieuc (‹ Saint-Brieux ›)                                                                     |
| 23            | Creuse (‹ Creuſe ›)                              | Haute-Marche, Marche                                                                                |
| 24            | Dordogne                                         | Périgord                                                                                            |
| 25            | Doubs                                            | Besançon (‹ Beſançon ›)                                                                             |
| 26            | Drôme                                            | Bas-Dauphiné, Dauphiné-du-Midi (‹ Dauphiné du midi ›)                                               |
| 27            | Eure                                             | |
| 28            | Eure-et-Loir (‹ Eure & Loire ›)                  | Chartres,                                                                                           |
| 29            | Finistère (‹ Finiſtère ›)                        | partie basse de la Bretagne                                                                         |
| 30            | Gard                                             | Nîmes                                                                                               |
| 31            | Haute-Garonne                                    | Toulouse,                                                                                           |
| 32            | Gers                                             | Armagnac                                                                                            |
| 33            | Gironde                                          | Bordelais (‹ Bordelois ›)                                                                           |
| 34            | Hérault                                          | Montpellier                                                                                         |
| 35            | Ille-et-Vilaine (‹ Lille & Vilaine ›)            | Rennes                                                                                              |
| 36            | Indre                                            | Bas-Berry                                                                                           |
| 37            | Indre-et-Loire (‹ Indre & Loire ›)               | Touraine                                                                                            |
| 38            | Isère                                            | Dauphiné-Nord (‹ Dauphiné nord ›)                                                                   |
| 39            | Jura                                             | Aval                                                                                                |
| 40            | Landes                                           | Chalosse-et-Marsan (‹ [de la] Chaloſſe & [du] Marſan ›), Landes-et-Chalosse (‹ Landes & Chaloſſe ›) |
| 41            | Loir-et-Cher (‹ [du] Loir & [du] Cher ›)         | |
| 42            | Loire                                            | Roanne[réf. nécessaire]                                                                             |
| 43            | Haute-Loire                                      | Velay                                                                                               |
| 44            | Loire-Inférieure (‹ Loire inférieure ›)          | Nantes                                                                                              |
| 45            | Loiret                                           | Orléanais (‹ Orléanois ›)                                                                           |
| 46            | Lot                                              | Quercy                                                                                              |
| 47            | Lot-et-Garonne (‹ Lot & Garonne ›)               | Agenais (‹ Agénois ›)                                                                               |
| 48            | Lozère                                           | Gévaudan, Hautes-Cévennes, Sources, Losère                                                          |
| 49            | Maine-et-Loire (‹ Maine & Loire ›)               | Anjou,, Mayne-et-Loire                                                                              |
| 50            | Manche                                           | Cotentin                                                                                            |
| 51            | Marne                                            | Châlons                                                                                             |
| 52            | Haute-Marne                                      | Champagne-Méridionale (‹ méridional de la Champagne ›)                                              |
| 53            | Mayenne                                          | Bas-Maine (‹ bas Maine ›)                                                                           |
| 54            | Meurthe                                          | Lorraine, Nancy                                                                                     |
| 55            | Meuse (‹ Meuſe ›)                                | Barrois                                                                                             |
| 56            | Morbihan                                         | Vannes                                                                                              |
| 57            | Moselle (‹ Mozelle ›)                            | Metz, Mozelle                                                                                       |
| 58            | Nièvre                                           | Nivernais (‹ Nivernois ›),, Nyèvre                                                                  |
| 59            | Nord                                             | Deux-Flandres, Hainaut-et-Cambrésis (‹ [des] deux Flandres, [du] Hainault & [du] Cambresis ›)       |
| 60            | Oise (‹ Oiſe ›)                                  | Beauvaisis (‹ Beauvoiſis ›)                                                                         |
| 61            | Orne                                             | Alençon                                                                                             |
| 62            | Pas-de-Calais                                    | Artois,                                                                                             |
| 63            | Puy-de-Dôme                                      | Basse-Auvergne (‹ basse-Auvergne, baſſe Auvergne ›),, Auvergne, Mont-Dore                           |
| 64            | Basses-Pyrénées (‹ Baſſes-Pyrénées ›)            | Béarn,                                                                                              |
| 65            | Hautes-Pyrénées                                  | Bigorre                                                                                             |
| 66            | Pyrénées-Orientales                              | Roussillon (‹ rouſſillon ›),                                                                        |
| 67            | Bas-Rhin                                         | Basse-Alsace, Strasbourg                                                                            |
| 68            | Haut-Rhin                                        | Haute-Alsace, Colmar                                                                                |
| 69            | Rhône-et-Loire (‹ Rhône & Loire ›)               | Lyonnais, Forez-et-Beaujolais (‹ Lyonnois, Forez & Beaujolois ›)                                    |
| 70            | Haute-Saône                                      | Amont,                                                                                              |
| 71            | Saône-et-Loire (‹ Saône & Loire ›)               | Mâconnais (‹ Mâconnois ›)                                                                           |
| 72            | Sarthe                                           | Haut-Maine                                                                                          |
| 75            | Seine                                            | |
| 76            | Seine-Maritime (‹ Seine maritime ›)              | Rouen                                                                                               |
| 77            | Seine-et-Marne (‹ Seine & Marne ›)               | Melun-et-Meaux (‹ Melun & Meaux ›), Brie-et-Gâtinais (‹ [de la] Brie & [du] Gatinois ›)             |
| 78            | Seine-et-Oise (‹ [de la] Seine & [de l'] Oiſe ›) | Versailles (‹ Verſailles ›)                                                                         |
| 79            | Deux-Sèvres (‹ deux Sèvres ›)                    | Poitou-Intermédiaire (‹ intermédiaire du Poitou ›)                                                  |
| 80            | Somme                                            | Amiens                                                                                              |
| 81            | Tarn                                             | Albigeois                                                                                           |
| 82            | Tarn-et-Garonne                                  | |
| 83            | Var                                              | Est-de-Provence (‹ [de l'] eſt de [la] Provence ›)                                                  |
| 84            | Vaucluse                                         | |
| 85            | Vendée                                           | Bas-Poitou                                                                                          |
| 86            | Vienne                                           | Haut-Poitou, Poitiers                                                                               |
| 87            | Haute-Vienne                                     | Haut-Limousin (‹ haut-Limoſin ›)                                                                    |
| 88            | Vosges (‹ Voſges ›),                             | |
| 89            | Yonne                                            | Auxerrois                                                                                           |

#### Origine des noms
Les départements furent principalement nommés à leur création non pas d'après des critères historiques, pour ne pas rappeler le découpage en provinces de l'Ancien Régime, mais surtout d'après des critères géographiques. À la suite des différents changements de noms intervenus au cours des siècles, il est possible d'établir le tableau suivant sur l'origine de leur nom :
| Origine                              | Nombre | Départements |
| ------------------------------------ | ------ | --- |
| Cours d'eau                          | 67     | - Ain - Aisne - Allier - Ardèche - Ariège - Aube - Aude - Aveyron - Bouches-du-Rhône - Charente - Charente-Maritime - Cher - Corrèze - Creuse - Dordogne - Doubs - Drôme - Eure - Eure-et-Loir - Gard - Haute-Garonne - Gers - Gironde - Hérault - Ille-et-Vilaine - Indre - Indre-et-Loire - Isère - Loir-et-Cher - Loire - Haute-Loire - Loire-Atlantique - Loiret - Lot - Lot-et-Garonne - Maine-et-Loire - Marne - Haute-Marne - Mayenne - Meurthe-et-Moselle - Meuse - Moselle - Nièvre - Oise - Orne - Bas-Rhin - Haut-Rhin - Rhône - Haute-Saône - Saône-et-Loire - Sarthe - Seine-Maritime - Seine-et-Marne - Deux-Sèvres - Somme - Tarn - Tarn-et-Garonne - Var - Vendée - Vienne - Haute-Vienne - Yonne - Essonne - Hauts-de-Seine - Seine-Saint-Denis - Val-de-Marne - Val-d'Oise |
| Montagnes et monts                   | 13     | - Alpes-de-Haute-Provence - Hautes-Alpes - Alpes-Maritimes - Ardennes - Cantal - Jura - Lozère - Puy-de-Dôme - Pyrénées-Atlantiques - Hautes-Pyrénées - Pyrénées-Orientales - Vaucluse - Vosges |
| Îles                                 | 6      | - Corse-du-Sud - Haute-Corse - Guadeloupe - Martinique - Mayotte - La Réunion |
| Côtes et plans d'eau                 | 6      | - Calvados - Côtes-d'Armor - Manche - Morbihan - Nord - Pas-de-Calais |
| Provinces ou territoires historiques | 6      | - Alpes-de-Haute-Provence - Alpes-Maritimes - Landes - Savoie - Haute-Savoie - Guyane |
| Villes                               | 5      | - Paris - Pas-de-Calais - Territoire de Belfort - Seine-Saint-Denis - Vaucluse |
| Étendue végétale                     | 2      | - Landes - Yvelines |
| Situation géographique               | 2      | - Finistère - Nord |
| Paysage, poésie                      | 1      | Côte-d'Or |

Un seul département porte le nom d'un cours d'eau qui ne le parcourt pas : le Var. La raison en est historique : le département comprenait anciennement l'arrondissement de Grasse, qui s'étend jusqu'à la rive droite du Var. Mais avec l'annexion du comté de Nice en 1860, cet arrondissement fut rattaché au comté pour former le département des Alpes-Maritimes ; le Var (fleuve) ne coule donc plus dans le Var (département).
Créés en 1860, les départements de Savoie et de Haute-Savoie sont les seuls à déroger à la règle révolutionnaire de ne pas réutiliser les noms des provinces de l'Ancien Régime en utilisant dans la nouvelle appellation la géographie des lieux, Napoléon III ayant accédé à la requête dans ce sens d'une délégation de ces futurs départements,.

#### Changements de noms
Il est arrivé au cours de l'histoire que certains départements changent de nom.
Parmi ces changements, on peut citer ceux de la période révolutionnaire, au cours de laquelle la géographie départementale s'est peu à peu fixée.
- Le département de Paris devient en 1795 celui de la Seine avant de retrouver son nom d'origine à la suppression de ce dernier, en 1968, jusqu'à sa fusion avec la ville de Paris le 1er janvier 2019[23].
- Les noms Mayenne-et-Loire et Maine-et-Loire ont été utilisés pour désigner le même département jusqu'en 1794[126].
- La Gironde, dont le nom avait été changé en Bec-d'Ambès par décret du 12 brumaire an II (2 novembre 1793), recouvre son nom d'origine par décret du 25 germinal an III (14 avril 1795).
- La Vendée dont le nom fut changé en Vengé par décret du 18 brumaire an II (8 novembre 1793).

Un certain nombre de modifications sont intervenues au XXe siècle pour faire disparaître les expressions jugées dépréciatives, tels que les adjectifs « bas » ou « inférieur », ou encore la référence à l'orientation septentrionale.
- La Charente-Maritime qui, jusqu'à la loi du 4 septembre 1941, s'appelait la Charente-Inférieure[128].
- La Seine-Maritime qui, jusqu'au décret du 18 janvier 1955, s'appelait la Seine-Inférieure[129].
- La Loire-Atlantique qui, jusqu'au décret du 9 mars 1957, s'appelait la Loire-Inférieure[130].
- Les Pyrénées-Atlantiques qui, jusqu'au décret du 10 octobre 1969, s'appelaient les Basses-Pyrénées[131].
- Les Alpes-de-Haute-Provence qui, jusqu'au décret du 13 avril 1970, s'appelaient les Basses-Alpes[132].
- Les Côtes-d'Armor qui, jusqu'au décret du 27 février 1990, s'appelaient les Côtes-du-Nord[133].

De ce fait, parmi tous les départements, il n'en reste que deux dont le nom, bien qu'il entre dans l'une des catégories précédemment énoncées, n'a pas été modifié : le Bas-Rhin, qui a conservé l'adjectif « bas » dans son nom (c'était également le cas de la Basse-Normandie parmi les régions) et le département du Nord, qui a un nom uniquement composé d'une référence à son orientation septentrionale.

#### Changements de noms non aboutis à ce jour
Les propositions de changements n'aboutirent pas toutes, généralement parce que les propositions faisaient référence au précédent historique d'une province d'Ancien Régime.
- Le conseil général de l'Ariège a demandé en 2005 le changement du nom du département en « Ariège-Pyrénées »[134].
- « Marche-de-Bretagne » et « Haute-Bretagne » furent proposés en 1989 et 2005 pour renommer l'Ille-et-Vilaine[135],[136].
- « Landes-de-Gascogne » était le nom proposé en 2006 pour renommer les Landes[137],[138].
- Renommer « Dordogne-Périgord »[139] le département Dordogne est une proposition relancée en 2015 par le député périgordin (jusqu'en juin 2017) Germinal Peiro, président du conseil départemental de la Dordogne depuis avril 2015.
- Le mouvement politique « Oui au Pays Catalan », né en 2016, œuvre au changement de nom de Pyrénées-Orientales en « Pays Catalan »[140].

### Chefs-lieux des départements

#### Fin de l'alternat
Par la loi des 11 septembre 1791 – 12 septembre 1791, la Constituante met fin à l'alternat, sauf pour le Cantal où elle maintient l'alternat entre Saint-Flour et Aurillac. Par la loi du 19 messidor an II (7 juillet 1794), la Convention montagnarde y met fin en fixant le chef-lieu du Cantal à Aurillac.

#### Changements de chefs-lieux
Sous le Directoire, la loi du 21 vendémiaire an IV (13 octobre 1795) transfère les chefs-lieux de quatre départements : Montbrison remplace Feurs comme chef-lieu de la Loire ; Oloron remplace Pau comme chef-lieu des Basses-Pyrénées (auj. les Pyrénées-Atlantiques) (ce changement est annulé par une autre décision du 20 mars 1796) ; Brignoles remplace Grasse comme chef-lieu du Var ; et Saint-Lô remplace Coutances comme chef-lieu de la Manche.
Sous le Consulat, un arrêté du 17 ventôse an VIII (8 mars 1800) transfère les chefs-lieux de deux départements : Marseille remplace Aix-en-Provence comme chef-lieu des Bouches-du-Rhône ; et Albi remplace Castres comme chef-lieu du Tarn.
Depuis l'an VIII, seuls les chefs-lieux de cinq départements ont été transférés :
- le Nord dont la préfecture a été transférée de Douai à Lille par arrêté du 3 thermidor an XI (22 juillet 1803) ;
- la Vendée dont la préfecture a été transférée de Fontenay-le-Comte à La Roche-sur-Yon par décret du 5 prairial an XII (25 mai 1804) ;
- la Charente-Inférieure (auj. la Charente-Maritime) dont la préfecture a été transférée de Saintes à La Rochelle par décret du 1er juillet 1810 ;
- la Loire dont la préfecture a été transférée de Montbrison à Saint-Étienne par décret du 22 juillet 1855 ;
- le Var dont la préfecture a été transférée de Draguignan à Toulon par décret du 4 décembre 1974.

### Territoire des départements

#### Enclaves
Les communes de Gardères et Luquet, d'une part, et d'Escaunets, Séron et Villenave-près-Béarn, d'autre part, sont deux enclaves des Hautes-Pyrénées dans les Pyrénées-Atlantiques.
Les communes de Valréas, Visan, Grillon et Richerenches sont une enclave de Vaucluse dans la Drôme.
Les communes de Boursies, Doignies et Mœuvres sont une enclave du Nord dans le Pas-de-Calais.
La commune d'Othe est une enclave de la Meurthe-et-Moselle dans la Meuse.
La commune de Ménessaire est une enclave de la Côte-d'Or entre la Nièvre et la Saône-et-Loire.
Deux parties de la commune de Chêne-Sec sont une enclave du Jura en Saône-et-Loire.
Des parties des communes d'Ivors et de Vauciennes sont des enclaves de l'Oise dans l'Aisne.

### Codification

#### Principes de codification
Le code du département, attribué par l'Insee, fait partie de la vie quotidienne des Français. On retrouve ce code dans les codes postaux ou dans les numéros de sécurité sociale. Il figure également sur les plaques d'immatriculation des véhicules, de manière obligatoire : numéro correspondant à la préfecture du département où la carte a été délivrée (de 1950 à 2009), puis département au choix depuis le nouveau système d'immatriculation (15 avril 2009).
En 1790, les départements français étaient numérotés (de 01 à 83) pour les besoins des services postaux. La Poste faisait figurer sur chaque lettre un cachet au numéro du département de départ. La numérotation évolua en fonction des modifications de la carte administrative.
En 1793, le département de Rhône-et-Loire fut divisé en deux départements, le Rhône et la Loire. La même année fut créé le département du Vaucluse, suivi par celui du Tarn-et-Garonne en 1808.
À la chute de l'Empire, en 1815, les 86 départements furent reclassés dans l'ordre alphabétique. Une renumérotation fut effectuée en 1860 lors de la création des trois départements des Alpes-Maritimes, de la Savoie et de la Haute-Savoie.
En 1922, le Territoire de Belfort fut constitué comme département et fut ajouté en fin de liste avec le numéro 90.
À partir de 1946, ce fut l'Insee qui devint responsable de la codification officielle des départements. En effet, l'Insee, créé cette année-là, gère depuis lors le Code officiel géographique qui rassemble les codes et les libellés des communes, des cantons, des arrondissements, des départements, des régions, des pays et territoires étrangers,. Les départements et régions d'outre-mer reçurent le numéro 97 comme préfixe (971 à 974) après qu'ils furent devenus des départements en 1946 (les numéros 91 à 96 étant alors utilisés par l'Insee pour les territoires français du Maghreb).
Le redécoupage de l'Île-de-France, en 1964, prit effet en 1968. Il conduisit à la création des départements de Paris (qui prit le numéro 75 attribué jusqu'alors à la Seine), des Yvelines (qui fut numéroté 78 en lieu et place de la Seine-et-Oise) ainsi que de l'Essonne, des Hauts-de-Seine, de la Seine-Saint-Denis, du Val-de-Marne et du Val-d'Oise, ajoutés en fin de liste avec les numéros 91 à 95. Quatre de ces cinq départements récupéraient en effet les numéros qu'avaient portés entre 1943 et 1962 les quatre premiers départements français d'Algérie : respectivement Alger (91), Oran (92), Constantine (93) et les Territoires du Sud (94). Le cinquième département, le Val-d'Oise, récupérait le numéro (95) qui avait été utilisé comme préfixe des codes du protectorat français au Maroc de 1943 à son indépendance en 1956. Le préfixe 96, qui avait été attribué au protectorat français de Tunisie, n'est quant à lui plus utilisé depuis 1956.
En 1976, la Corse (numéro 20) fut partagée entre la Corse-du-Sud (2A) et la Haute-Corse (2B). Le « numéro » est donc depuis un « code alphanumérique ». Néanmoins, le code postal des communes de ces deux départements, commence toujours par « 20 ». La composition des numéros de sécurité sociale a été modifiée pour les personnes nées à compter du 1er janvier 1976, le « 20 » ayant été remplacé par « 2A » ou « 2B ».
Les territoires français qui ne sont pas des départements possèdent également des numéros analogues : 975 pour Saint-Pierre-et-Miquelon (collectivité d'outre-mer), 977 et 978 pour Saint-Barthélémy et Saint-Martin (deux collectivités d'outre-mer détachées de la Guadeloupe en 2007), 986, 987 et 988 pour les anciens territoires d'outre-mer Wallis-et-Futuna, la Polynésie française et la Nouvelle-Calédonie.
En 2015, la métropole de Lyon est une collectivité territoriale à statut particulier détachée du département du Rhône. L'INSEE attribue le numéro 69M à la métropole et le numéro 69D au département en tant que collectivité territoriale administrée par le conseil départemental.
Bien qu'extérieur à la France, Monaco utilise « 980 » pour ses codes postaux. Mais Andorre a, pour sa part, refusé d'utiliser le code que les postes françaises lui avaient attribué (09999 - Andorre-la-Vieille).

#### Différence entre code géographique et code postal
Il existe plusieurs communes dont le préfixe du code postal n'est pas le code du département. Ainsi :
- Saint-Pierre-Laval, commune de l'Allier dont le code de département est « 03 », a pour code postal « 42620 » (« 42… » est le code postal de la Loire) ;
- Claret, commune des Alpes-de-Haute-Provence dont le code de département est « 04 », a pour code postal « 05110 » (« 05… » est le code postal des Hautes-Alpes) ;
- Port-Sainte-Foy-et-Ponchapt, commune de Dordogne dont le code de département est « 24 », a pour code postal « 33220 » (« 33… » est le code postal de la Gironde) ;
- Éloise, commune de Haute-Savoie dont le code de département est « 74 », a pour code postal « 01200 » (« 01… » est le code postal de l'Ain).

La raison en est le plus souvent un problème d'accessibilité : lorsque la ville ou le village est encaissé dans une vallée, il est plus facile de distribuer le courrier par celle-ci, plutôt que par le col, quitte à le faire depuis le bureau distributeur d'un département voisin, lequel constitue alors la référence de la commune en matière d'identification postale.
Par ailleurs, le préfixe du code postal est distinct du code INSEE pour les départements et collectivités assimilées auxquels l'INSEE a attribué un code alphanumérique : Corse-du-Sud (2A), Haute-Corse (2B), collectivité européenne d'Alsace (6AE), Rhône (69D), métropole de Lyon (69M). Dans ces collectivités, issues d'une scission ou d'une fusion, les codes postaux conservent le préfixe numérique antérieur (respectivement 20, 67, 68 et 69).

### Dénombrement

#### Évolution du nombre de 1789 à 2015

Les 130 départements français sous l'Empire.

Redécoupage des départements après l'annexion de l'Alsace et de la Lorraine.

Le nombre de départements, initialement de 83, atteint 130 en 1810 (voir Liste des départements français de 1811) avec les annexions territoriales de la République et de l'Empire, en Allemagne, dans les Pays-Bas, en Italie, en Espagne, puis fut réduit à 86 après la chute de l'Empire en 1815 (Rhône-et-Loire divisé en Rhône et Loire, création des départements du Vaucluse en 1793, et du Tarn-et-Garonne en 1808). Le rattachement de Nice (Alpes-Maritimes) et de la Savoie (duché de Savoie) partagée entre les départements de la Savoie et de la Haute-Savoie en 1860 conduisit à un total de 89.
À la suite de la défaite de 1871, le Bas-Rhin, la majeure partie du Haut-Rhin et de la Moselle, ainsi qu'une partie de la Meurthe et des Vosges furent cédés à l'Allemagne. Les parties non cédées de la Meurthe et de la Moselle furent fusionnées dans le nouveau département de Meurthe-et-Moselle, portant le total à 86. Ces trois départements furent rétrocédés à la France en 1919, ramenant le nombre total à 89 (les parties des anciens départements de la Meurthe et de la Moselle furent fusionnées dans le nouveau département de la Moselle). La partie du Haut-Rhin qui resta française en 1871, située autour de Belfort, ne fut pas réintégrée dans son département d'origine en 1919 et ne constitua le département du Territoire de Belfort qu'en 1922,,,, amenant le total à 90. Avec cela, il fallait compter sur les départements en Algérie, de trois départements en 1848, quatre en 1902, cinq en 1955, jusqu'à 17 en 1958, puis 15 départements de 1959 à leur suppression définitive en 1962.
La réorganisation de la région parisienne en 1964, effective en 1968, transforma les deux départements de la Seine et de Seine-et-Oise en sept départements : Paris, les Yvelines, l'Essonne, les Hauts-de-Seine, la Seine-Saint-Denis, le Val-de-Marne et le Val-d'Oise. Le département de Corse fut divisé en 1976 en Corse-du-Sud et en Haute-Corse. Avec les quatre départements d'outre-mer créés en 1946, le total fut porté à 100. Saint-Pierre-et-Miquelon eut le statut de département d'outre-mer de 1976 à 1985 avant de devenir une collectivité d'outre-mer.
Le 31 mars 2011, date de la première réunion du conseil général suivant les élections cantonales, Mayotte, une collectivité d'outre-mer, devient le 101e département français.

#### Évolution du nombre après 2015
En avril 2018, l'Assemblée des départements de France (ADF) recense 104 « départements » et autres « collectivités à compétences départementales ». L'ADF définit celles-ci comme des « collectivités territoriales qui » — sans être des « départements » au sens de l'article 72 de la Constitution du 4 octobre 1958 — « exercent aujourd'hui des compétences départementales » sur leur territoire respectif. L'ADF classe notamment, parmi les « collectivités à compétences départementales », la métropole de Lyon, la collectivité territoriale de Saint-Pierre-et-Miquelon et la collectivité de Corse.
Le Code officiel géographique de l'Institut national de la statistique et des études économiques reconnaît 101 départements en France, dont 96 dans les 13 régions de la France métropolitaine et 5 en outre-mer. L'INSEE décompte sous le nom de département les circonscriptions administratives de l'État.
Certaines collectivités, faisant autrefois partie des départements au sens de l'article 72 de la Constitution, ont évolué vers d'autres statuts :
- la « départementalisation » de Mayotte ne s'est pas accompagnée de la création d'une région « monodépartementale » d'outre-mer, distincte du département : en effet, depuis le 31 mars 2011[159], date d'entrée en vigueur de la loi du 7 décembre 2010[160], Mayotte, bien que dénommée « Département de Mayotte », est une collectivité territoriale unique qui exerce, sur son territoire, les compétences dévolues aux départements d'outre-mer et aux régions d'outre-mer[161] ;
- depuis le 18 décembre 2015[161], date d'entrée en vigueur de la loi du 27 juillet 2011[162], la Guyane et la Martinique sont deux collectivités territoriales uniques qui exercent, sur leur territoire respectif, les compétences attribuées à un département d'outre-mer et à une région d'outre-mer[163] ;
- depuis le 1er janvier 2018[164], date d'entrée en vigueur du I de l'article 30 de la loi NOTRe du 5 août 2015[165],[166], l'évolution du statut de la Corse a fait formellement disparaître, en tant que collectivités territoriales, les deux départements corses (Corse-du-Sud et Haute-Corse) ainsi que la collectivité territoriale de Corse, l'ensemble de ces entités étant fusionnées en une collectivité territoriale unique baptisée collectivité de Corse ;
- le 1er janvier 2019, le département de Paris a fusionné avec la commune de Paris pour former une collectivité à statut particulier[23] nommée Ville de Paris ;
- le 1er janvier 2021, les départements du Bas-Rhin et du Haut-Rhin ont fusionné pour former la collectivité européenne d'Alsace qui reste intégrée à la région Grand Est.

L'administration de l'État ayant conservé des préfectures dans l'ensemble de ces territoires, ils demeurent comptés comme des départements dans le Code officiel géographique.

### Caractéristiques générales

#### Superficie
Le département est une subdivision territoriale située entre la région et l'arrondissement, doté de structures représentant l'État et chargées d'appliquer la politique du Gouvernement. De façon générale, une région contient plusieurs départements et un département est subdivisé en plusieurs arrondissements. En France métropolitaine, la superficie médiane d'un département est de 5 880 km2. À titre de comparaison, les comtés cérémoniels d'Angleterre sont en moyenne 2,5 fois plus petits et le comté des États-Unis médian 3,5 fois plus petit.

#### Population
Selon l'Insee, la population moyenne d'un département de France métropolitaine s'élevait en 2009 à 524 144 habitants soit environ cinq fois la population moyenne d'un comté des États-Unis (100 000 hab.), mais moins des deux tiers d'un comté cérémoniel d'Angleterre. Chaque département possède une préfecture qui représente l'administration de l'État, souvent identique au chef-lieu qui représente la collectivité territoriale. Ce chef-lieu est généralement la plus grande ville du département, mais de nombreuses exceptions existent.

#### Transports
A des fins statistiques dans le domaine des transports, des corrélations entre départements similaires ont été identifiées sur la base de statistiques propres à chaque départements. Ceci a donné des "familles de départements" utilisées par l'ONISR dans le domaine de la sécurité routière, au niveau national et parfois au niveau départemental. La définition de 2010, est réalisée par le SETRA. En 2022 la CEREMA avec un prestataire de service établi une mise à jour de cette typologie. Cette typologie est discriminée par la population du département, la densité, l’ensoleillement, les résidences secondaires, le nombre de 2 roues motorisés par personne et l’altitude.
|   | Famille                     | Nombre | Commentaire |
| 1 | Montagne                    | 13     | Densité 45; Résidences secondaires: 25% (minimum 15%), superficie de montagne 84% (minimum 36%), altitude moyenne 522 mètres (minimum 294)                                                                                        |
| 2 | Faible densité              | 30     | Densité 57 (maximum 109); Résidences secondaires: 12% (maximum 24%) |
| 3 | Méditerranéen               | 9      | Résidences secondaires: 22% (minimum 8%), précipitation 330 millimètres (maximum 731), ensoleillement 2611 heures (minimum 2152), température moyenne 10°C (minimum 8°C), 2% de deux-roues-motorisés (minimum 1,4%)               |
| 4 | Monopolarisés               | 14     | Pourcentage de surface multipolaire: 8% (maximum: 18%) |
| 5 | Multipolarisés              | 20     | Pourcentage de surface multipolaire: 19% (minimum: 3%) |
| 6 | Très forte densité          | 6      | Densité moyenne: 534, (entre 396 et 975) |
| 7 | Paris et périphérie connexe | 4      | Densité moyenne: 8839 (minimum: 5602), vente de carburant: 0,3 par personne (maximum: 0,5), 44% de véhicule par personne (maximum: 56%), 2,7% de deux-roues-motorisés (minimum 0,9%) périurbain et multipolaire: 0% (maximum: 0%) |

## Circonscription administrative de l'État

### Administration territoriale de l'État
Une circonscription administrative est un cadre territorial dans lequel se trouvent des services extérieurs de l'État. Le département est une circonscription administrative de droit commun depuis l'an VIII (1799–1800) et l'est restée. Il est dirigé par un préfet de département, nommé par le gouvernement, assisté par des sous-préfets pour chaque sous-préfecture.
À la suite de la révision générale des politiques publiques (RGPP) engagée sur la période 2007-2011, plusieurs des services de l'État ont été appelés à se regrouper ou à transférer leurs activités à l'échelon régional. Depuis le 1er janvier 2010, il y a dans tous les départements soit deux soit trois directions départementales interministérielles, sauf en Île-de-France où la réforme est différée. Ainsi, la Direction de l'équipement, celle de l'agriculture et de la forêt, et la cellule environnement de la préfecture ont fusionné en deux temps pour former une nouvelle Direction départementale des territoires, le regroupement équipement - agriculture est effectif au 1er janvier 2009 pour la moitié des départements. Une partie de la DDASS (le restant étant transformé en délégation territoriale des Agences régionales de santé) et la Direction des services vétérinaires, ainsi que d'autres services ont fusionné en une nouvelle Direction de la protection des populations, à l'horizon 2010. Dans certains départements à besoins spécifiques a été créée une Direction de la cohésion sociale, dans les autres départements les services correspondants ont été intégrés à la Direction de la protection des populations. Avant cette réforme, de nombreux services déconcentrés de l'État étaient organisés dans le cadre du département, comme la direction départementale de l'Équipement (DDE) ou la direction départementale des affaires sanitaires et sociales (DDASS) sous l'autorité du préfet.
La « circonscription départementale » est une des trois « circonscriptions territoriales » de droit commun dans le cadre desquelles les services déconcentrés des administrations civiles de l'État sont organisées, ; et la circonscription territoriale de droit commun « de mise en œuvre des politiques nationales et de l'Union européenne ».
Le terme « circonscription départementale » peut désigner le département en tant que circonscription administrative, notamment dans le cas où elle ne coïncide pas avec un département en tant que collectivité territoriale. C'est le cas de la circonscription départementale du Rhône qui, sous l'autorité d'un seul préfet de département, regroupe depuis le 1er janvier 2015 deux collectivités de niveau départemental : la métropole de Lyon et le département du Rhône.

### Liste des 101 circonscriptions administratives départementales
La France est divisée en 101 circonscriptions administratives départementales.

### Liste des 333 arrondissements
La division en arrondissements, territoires d'exercice des sous-préfets, subit des évolutions périodiques. Au 1er janvier 2023, le nombre d'arrondissements est de 333.

## Collectivité territoriale

Appartenance politique des présidents de conseils départementaux depuis 2021.

### Administration départementale
Le département est aussi une collectivité territoriale dirigée par le conseil départemental, élu au suffrage universel direct pour six ans. Les élections départementales ont lieu tous les six ans et renouvellent l'intégralité de l'assemblée départementale. Avant 2015, celle-ci portait le nom de « conseil général » et était renouvelée par moitié tous les trois ans.
La France comptait 100 collectivités départementales avant 2011. Ce nombre est maintenu en 2011 malgré la création du département de Mayotte cette année-là, car celle-ci bénéficie, malgré son nom, d'un statut particulier différent de celui des collectivités départementales de droit commun, puis ce nombre est ramené à 98 en 2015 avec la transformation du statut de la Guyane et de la Martinique. La création de la métropole de Lyon en 2015 n'a pas d'incidence sur le nombre de départements car en parallèle à sa création est créé le conseil départemental du Rhône sur un territoire de compétences plus restreint que celui de l'ancienne collectivité départementale. Le nombre est ramené à 96 en 2018 avec la transformation des collectivités départementales de Corse-du-Sud et de Haute-Corse en une collectivité à statut particulier, la Corse, puis à 95 en 2019 avec la transformation du statut de Paris, qui instaure la fusion de la commune et du département de Paris, en application de la loi du 28 février 2017,.
Ses élus, appelés « conseillers départementaux » (« conseillers généraux » avant mars 2015), ont pour mission d'élaborer et de voter les délibérations du conseil départemental qui engageront l'avenir du département dans de nombreux domaines.

### Liste des 100 collectivités à compétences départementales
|                              | Collectivités territoriales disposant des compétences départementales | Collectivités territoriales disposant des compétences départementales | Collectivités territoriales disposant des compétences départementales |
| Départements de droit commun | Département à statut particulier (CeA)                                | Collectivités à statut particulier (CSP)                              |                                                                       |
| ---------------------------- | --------------------------------------------------------------------- | --------------------------------------------------------------------- | --------------------------------------------------------------------- |
| Métropole                    | 91                                                                    | 1                                                                     | 3                                                                     |
| Outre-mer                    | 2                                                                     | –                                                                     | 3                                                                     |
| France hors COM              | 93                                                                    | 1                                                                     | 6                                                                     |
| France hors COM              | 100                                                                   |                                                                       |                                                                       |

Le codage Insee des collectivités territoriales à compétence départementale reprend le numéro de la circonscription administrative de l'État correspondante, suivi de la lettre D. 93 départements sont recensés en tant que collectivités territoriales de droit commun. La collectivité européenne d'Alsace (CeA), résultant de la fusion des collectivités départementales du Haut-Rhin et du Bas-Rhin (qui ne sont aujourd'hui que des circonscriptions administratives), est une collectivité avec un statut sui generis proche de celui d'un département, qui dispose de compétences plus importantes qu'une collectivité départementale de droit commun. Elle est codée 6AE.
Les conseils généraux de la Martinique et de la Guyane étaient de 1825 à 2015 les collectivités qui géraient les deux territoires, d'abord comme colonie, puis comme département français à partir de 1946. Au 1er janvier 2016, l'assemblée de Martinique (972R) et l'assemblée de Guyane (973R) se substituent aux conseils généraux et aux conseils régionaux de la Martinique et de la Guyane pour devenir des collectivités territoriales uniques. Quatre autres collectivités à statut particulier ont été instituées pour substituer à des départements et régions : la collectivité de Corse (20R), le Département de Mayotte (976R), la Ville de Paris (75C) et la métropole de Lyon (69M).

### Liste des 2054 cantons
Depuis le redécoupage cantonal de 2014 en France entré en vigueur en 2015 à la suite de la loi du 17 mai 2013, les conseillers départementaux sont élus par binômes dans un canton, circonscription électorale subdivision du département, alors qu'antérieurement un conseiller général était élu par canton. Ce nouveau redécoupage réduit de près de moitié le nombre de cantons qui est ramené de 4 035 à 2 054 cantons.

### Compétences
Le principe de libre administration des collectivités territoriales, énoncé à l'article 72 de la Constitution, suppose que celles-ci s'administrent par des conseils élus dotés d'attributions effectives et disposant d'un pouvoir de décision dans le cadre de compétences qui leur sont confiées.

#### Suppression de laclause de compétence générale
Le département disposait d'une clause générale de compétence en vertu de la loi du 2 mars 1982 relative aux droits et libertés des communes, des départements et des régions : « le conseil général règle, par ses délibérations, les affaires du département ». En vertu de cette clause, les départements pouvaient intervenir dans tous les domaines présentant un intérêt public à l'échelon du département même si cette intervention n'était pas expressément prévue par une loi, sous réserve, néanmoins, de ne pas empiéter sur les compétences réservées exclusivement à d'autres personnes publiques. Cependant, la loi NOTRE du 7 août 2015 a supprimé la clause de compétence générale. Désormais, le département « règle par ses délibérations les affaires du département dans les domaines de compétences que la loi lui attribue ».

#### Compétences d'attribution
Les compétences d'attribution regroupent les domaines du social, de la santé, de l'aménagement, de l'éducation, de la culture et du patrimoine, de l'économie.
| Domaine de compétence                             | Régions | Départements                                                                                    | Secteur communal                                                                                 |
| ------------------------------------------------- | --- | ----------------------------------------------------------------------------------------------- | ------------------------------------------------------------------------------------------------ |
| Développement économique                          | Rôle de chef de file - Aides directes et indirectes                                                                                      | Aides économiques à objet spécifique (cinéma, lutte contre l'incendie…)                         | Aides indirectes                                                                                 |
| Formation professionnelle, apprentissage          | Rôle de chef de file - Définition de la politique régionale et mise en œuvre                                                             |                                                                                                 |                                                                                                  |
| Emploi et insertion professionnelle               | | Insertion professionnelle dans le cadre du RSA                                                  |                                                                                                  |
| Emploi et insertion professionnelle               | Recrutements - possibilité contrats aidés favorisant insertion                                                                           | Recrutements - possibilité contrats aidés favorisant insertion                                  | Recrutements - possibilité contrats aidés favorisant insertion                                   |
| Enseignement                                      | Lycées (bâtiments, restauration, TOS) | Collèges (bâtiments, restauration, TOS)                                                         | Écoles (bâtiments, restauration)                                                                 |
| Culture, vie sociale, jeunesse, sports et loisirs | Culture (patrimoine, éducation, création, bibliothèques, musées, archives)                                                               | Culture (éducation, création, bibliothèques, musées, archives)                                  | Culture (éducation, création, bibliothèques, musées, archives)                                   |
| Culture, vie sociale, jeunesse, sports et loisirs | | Enfance (crèches, centres de loisirs)                                                           |                                                                                                  |
| Culture, vie sociale, jeunesse, sports et loisirs | Sport (subventions) | Sport (équipements et subventions)                                                              | Sport (équipements et subventions)                                                               |
| Culture, vie sociale, jeunesse, sports et loisirs | Tourisme | Tourisme                                                                                        | Tourisme                                                                                         |
| Action sociale et médico-sociale                  | | Rôle de chef de file - Organisation (PMI ASE) et prestations (Revenu de solidarité active, APA) | Action sociale facultative (CCAS)                                                                |
| Urbanisme                                         | |                                                                                                 | Rôle de chef de file en matière d'aménagement de l'espace - PLU, SCOT, permis de construire, ZAC |
| Aménagement du territoire                         | Schéma régional d'aménagement et de développement durable du territoire (élaboration)                                                    | Schéma régional (avis, approbation)                                                             | Schéma régional (avis, approbation)                                                              |
|                                                   | CPER |                                                                                                 |                                                                                                  |
| Environnement                                     | Espaces naturels | Espaces naturels                                                                                | Espaces naturels                                                                                 |
| Environnement                                     | Parcs naturels régionaux |                                                                                                 |                                                                                                  |
| Environnement                                     | | Déchets (plan départemental)                                                                    | Déchets (collecte, traitement)                                                                   |
| Environnement                                     | Eau (participation au SDAGE) | Eau (participation au SDAGE)                                                                    | Eau (distribution, assainissement)                                                               |
| Environnement                                     | | Énergie (distribution)                                                                          |                                                                                                  |
| Grands équipements                                | Ports fluviaux | Ports maritimes, de commerce et de pêche                                                        | Ports de plaisance                                                                               |
| Grands équipements                                | Aérodromes | Aérodromes                                                                                      | Aérodromes                                                                                       |
| Voirie                                            | Schéma régional | Voies départementales                                                                           | Voies communales                                                                                 |
| Transports                                        | Transports ferroviaires régionaux - chef de file sur l'intermodalité des transports. Transports routiers et scolaires hors milieu urbain | Transports des élèves handicapés                                                                | Transports urbains et scolaires                                                                  |
| Communication                                     | Gestion des réseaux | Gestion des réseaux                                                                             | Gestion des réseaux                                                                              |
| Logement et habitat                               | Financement | Financement, parc et aides (FSL), plan et office de l'habitat                                   | Financement, parc et aides. PLH                                                                  |
| Sécurité                                          | |                                                                                                 | Police municipale                                                                                |
| Sécurité                                          | Circulation | Circulation et stationnement                                                                    |                                                                                                  |
| Sécurité                                          | Prévention de la délinquance | Prévention de la délinquance                                                                    |                                                                                                  |
| Sécurité                                          | Incendie et secours |                                                                                                 |                                                                                                  |

## Circonscription électorale
Une circonscription électorale est une division du territoire servant de cadre à l'élection des membres d'une assemblée.

### Élections sénatoriales
Le département est la circonscription d'élection des sénateurs. Les 348 sénateurs sont élus au suffrage universel indirect par environ 162 000 grands électeurs. Dans chaque département, les sénateurs sont élus par un collège électoral de grands électeurs formé d'élus de cette circonscription : députés et sénateurs, conseillers régionaux, conseillers départementaux, conseillers municipaux, élus à leur poste au suffrage universel,. Les 348 sénateurs se répartissent en 328 dans les départements et 20 dans les circonscriptions d'outre-mer ou de l'étranger. La répartition par département administratif est la suivante.
En France métropolitaine
- 01 : 3
- 02 : 3
- 03 : 2
- 04 : 1
- 05 : 1
- 06 : 5
- 07 : 2
- 08 : 2
- 09 : 1
- 10 : 2
- 11 : 2
- 12 : 2
- 13 : 8
- 14 : 3
- 15 : 2
- 16 : 2
- 17 : 3
- 18 : 2
- 19 : 2
- 2A : 3
- 2B : 3
- 21 : 2
- 22 : 2
- 23 : 3
- 24 : 3
- 25 : 3
- 26 : 3
- 27 : 4
- 28 : 1
- 29 : 1
- 30 : 3
- 31 : 5
- 32 : 2
- 33 : 6
- 34 : 4
- 35 : 4
- 36 : 2
- 37 : 3
- 38 : 5
- 39 : 2
- 40 : 2
- 41 : 2
- 42 : 4
- 43 : 2
- 44 : 5
- 45 : 3
- 46 : 2
- 47 : 2
- 48 : 1
- 49 : 4
- 50 : 3
- 51 : 3
- 52 : 2
- 53 : 2
- 54 : 4
- 55 : 2
- 56 : 3
- 57 : 5
- 58 : 2
- 59 : 11
- 60 : 4
- 61 : 2
- 62 : 7
- 63 : 3
- 64 : 3
- 65 : 2
- 66 : 2
- 67 : 5
- 68 : 4
- 69 : 7
- 70 : 2
- 71 : 3
- 72 : 3
- 73 : 2
- 74 : 3
- 75 : 12
- 76 : 6
- 77 : 6
- 78 : 6
- 79 : 2
- 80 : 3
- 81 : 2
- 82 : 2
- 83 : 4
- 84 : 3
- 85 : 3
- 86 : 2
- 87 : 2
- 88 : 2
- 89 : 2
- 90 : 1
- 91 : 5
- 92 : 7
- 93 : 6
- 94 : 6
- 95 : 5

En outre-mer
- 971 : 3
- 972 : 2
- 973 : 2
- 974 : 4
- 976 : 2

### Élections législatives
Sous le Directoire, le département sert de circonscription pour l'élection du Conseil des Cinq-Cents. Sous la IIe République, le département est la circonscription dans laquelle sont élus les membres de l'Assemblée nationale législative. Pour l'élection de la Chambre des députés, la IIIe République recourt au scrutin d'arrondissement, sauf pour les élections de 1885 puis, après la Première Guerre mondiale, pour celles de 1919 et de 1924. Sous la Ve République, le département sert de circonscription pour les élections du 16 mars 1986.
Aujourd'hui, le département n'est plus une circonscription électorale permettant l'élection des députés qui sont élus au sein de circonscriptions législatives, des subdivisions des départements. Les 577 députés se répartissent en 558 dans les départements, 8 dans les circonscriptions des collectivités d'outre-mer et 11 des français de l'étranger. La répartition par département est la suivante.
En France métropolitaine
- 01 : 5
- 02 : 5
- 03 : 3
- 04 : 2
- 05 : 2
- 06 : 9
- 07 : 3
- 08 : 3
- 09 : 2
- 10 : 3
- 11 : 3
- 12 : 3
- 13 : 16
- 14 : 6
- 15 : 2
- 16 : 3
- 17 : 5
- 18 : 3
- 19 : 2
- 2A : 2
- 2B : 2
- 21 : 5
- 22 : 5
- 23 : 1
- 24 : 4
- 25 : 5
- 26 : 4
- 27 : 5
- 28 : 4
- 29 : 8
- 30 : 6
- 31 : 10
- 32 : 2
- 33 : 12
- 34 : 9
- 35 : 8
- 36 : 2
- 37 : 5
- 38 : 10
- 39 : 3
- 40 : 3
- 41 : 3
- 42 : 6
- 43 : 2
- 44 : 10
- 45 : 6
- 46 : 2
- 47 : 3
- 48 : 1
- 49 : 7
- 50 : 4
- 51 : 5
- 52 : 2
- 53 : 3
- 54 : 6
- 55 : 2
- 56 : 6
- 57 : 9
- 58 : 2
- 59 : 21
- 60 : 7
- 61 : 3
- 62 : 12
- 63 : 5
- 64 : 6
- 65 : 2
- 66 : 4
- 67 : 9
- 68 : 6
- 69 : 14
- 70 : 2
- 71 : 5
- 72 : 5
- 73 : 4
- 74 : 6
- 75 : 18
- 76 : 10
- 77 : 11
- 78 : 12
- 79 : 3
- 80 : 5
- 81 : 3
- 82 : 2
- 83 : 8
- 84 : 5
- 85 : 5
- 86 : 4
- 87 : 3
- 88 : 4
- 89 : 3
- 90 : 2
- 91 : 10
- 92 : 13
- 93 : 12
- 94 : 11
- 95 : 10

En outre-mer
- 971 : 4
- 972 : 4
- 973 : 2
- 974 : 7
- 976 : 1

Attention : Plusieurs erreurs dans le nombre de circonscriptions législatives par département.

### Élections régionales
Les départements ont été des circonscriptions d'élection des conseillers régionaux de 1986 à 1999, puis en 2003 sont devenus des subdivisions des circonscriptions régionales.
De 1986 à 1999, les conseillers régionaux étaient en effet élus à la proportionnelle, dans le cadre de circonscriptions départementales, mais devant les difficultés engendrées par ce mode de scrutin, le gouvernement Jospin a modifié le mode de scrutin avec la loi du 19 janvier 1999 qui institue les listes régionales. Les circonscriptions d'élection des conseillers régionaux, antérieurement départementales, sont désormais régionales. Les listes régionales ont pour effet de permettre quasiment l’élection du président du conseil régional par les électeurs eux-mêmes. Ceux-ci savent en effet que le candidat placé en tête de la liste victorieuse sera élu par la majorité du conseil régional, comme c’est le cas pour les maires des villes de plus de 3 500 habitants. Toutefois, avec de telles listes, les conseillers régionaux perdent leur attache territoriale. Afin de remédier à cet inconvénient, la loi du 11 avril 2003 a créé des listes régionales comportant des sections départementales, chaque liste comportant autant de sections qu'il y a de départements dans la région,.